# Brachiaria brevispicata
Brachiaria brevispicata är en gräsart som först beskrevs av Alfred Barton Rendle, och fick sitt nu gällande namn av Otto Stapf. Brachiaria brevispicata ingår i släktet Brachiaria och familjen gräs.
Artens utbredningsområde är Angola. Inga underarter finns listade i Catalogue of Life.